# 白科洛杰济农村居民点 (韦伊杰列夫卡区)
白科洛杰济农村居民点（俄语：Белоколодезское сельское поселение）是俄罗斯联邦别尔哥罗德州韦伊杰列夫卡区所属的一个农村居民点。其下辖有2个居民点，行政中心为白科洛杰济。据2016年统计，该农村居民点的人口为1267人。